# Twin Peaks (televisieserie)
Twin Peaks is een Amerikaanse televisieserie van David Lynch en Mark Frost, die voor het eerst werd uitgezonden op 8 april 1990. De serie haalde hoge kijkcijfers en kreeg lovende kritieken, maar na dalende kijkcijfers werd de serie afgevoerd in 1991, na het tweede seizoen. In mei 2017 startte het derde seizoen, waarvan alle afleveringen werden geschreven door Lynch en Frost en geregisseerd door Lynch.

## Kenmerken
De serie speelt zich af in een plaatsje aan de Canadese grens in de Amerikaanse staat Washington. Nadat de populaire scholiere Laura Palmer vermoord wordt aangetroffen, wordt FBI-agent Dale Cooper op pad gestuurd om de zaak te onderzoeken.
De serie die in de Verenigde Staten werd uitgezonden door ABC, verkreeg snel een wereldwijde cultstatus. Op het eerste seizoen van acht afleveringen volgde een tweede seizoen met 22 afleveringen. De Peaksmania uitte zich onder andere in een aantal boeken over de serie. Twin Peaks werd voor de tijd waarin het werd opgenomen, gefilmd in een voor televisieproducties zowel technisch als kunstzinnig revolutionaire wijze die eerder enkel aan films was voorbehouden. Het zette daarmee een standaard voor latere televisieseries.
Nadat in de negende aflevering van seizoen twee (de zeventiende aflevering in totaal) de moord op Laura Palmer werd opgelost, verflauwde de aandacht voor de serie. Nieuwe, meer obscure verhaallijnen sloegen niet aan en toen vervolgens de kijkcijfers daalden, twijfelde ABC over de aankoop van nieuwe afleveringen. Hoewel het tweede seizoen eindigde met een dramatische cliffhanger volgde er op dat moment geen derde seizoen. Wel volgde er in 1992 een film: Twin Peaks: Fire Walk with Me, een prequel op de serie.
In oktober 2014 werd aangekondigd dat er toch een vervolg van negen afleveringen zou komen. De serie zou verschijnen in 2016 en het script was reeds gedeeltelijk geschreven door Lynch en Frost. Lynch stopte tijdelijk zijn samenwerking met Frost tussen 6 april 2015 en 16 mei 2015 omdat er niet voldoende budget werd vrijgemaakt. Tezelfdertijd werd kenbaar gemaakt dat er meer dan negen afleveringen zouden worden gemaakt, die alle zouden worden geregisseerd door Lynch, en dat acteur Kyle MacLachlan zijn rol als agent Dale Cooper zou hernemen.

## Verhaal
Houthakker Pete Martell vindt het lichaam van een overleden meisje dat is aangespoeld aan de kant van een rivier bij zijn woonplaats Twin Peaks. Het blijkt te gaan om de populaire scholiere Laura Palmer. Naast haar duikt haar klasgenote Ronette Pulaski zwaar getraumatiseerd op. Zij is nog wel in leven, maar wordt naakt, bont en blauw en in shock aangetroffen. Omdat de situatie overeenkomsten vertoont met de eerdere moord op Teresa Banks, wordt FBI-agent Dale Cooper ingevlogen om de zaak te onderzoeken.
Cooper komt er al snel achter dat Laura een dubbelleven leidde. Waar ze enerzijds de naam had een lief, mooi en braaf meisje te zijn, was ze anderzijds een aan drugs verslaafde prostituee die haar vriendje Bobby Briggs bedroog met motorrijder James Hurley. Wanneer het nieuws over het overlijden van Laura haar naasten bereikt, stort haar vader Leland Palmer in. James gaat samen met haar vriendin Donna Hayward en nichtje Maddy Ferguson op eigen houtje op onderzoek uit om de moordenaar te vinden.
Cooper heeft een droom waarin hij in gesprek komt met een eenarmig personage dat zichzelf MIKE noemt. Hij vertelt Cooper dat de moordenaar van Laura BOB heet en eenzelfde entiteit als hijzelf is. In dezelfde droom verschijnt ook een dwerg die Cooper gecodeerde aanwijzingen geeft om de moordenaar te vinden. Cooper staat sinds hij een tijd in Tibet doorbracht erg open voor tekens als deze en is ervan overtuigd dat de droom hem gaat helpen om de zaak op te lossen. Hij gaat hiervoor samenwerken met de plaatselijke sheriff Harry Truman en hulpsheriff Andy Brennan. Cooper raakt gaandeweg enorm gecharmeerd van Twin Peaks en de plaatselijke gebruiken.

## Filmmuziek
De muziek in de serie is van de hand van componist Angelo Badalamenti, die ook in de films Blue Velvet en Wild at Heart van Lynch voor de muziek zorgde. In 1990 werd het album met de muziek van het eerste seizoen uitgebracht. Op enkele nummers zijn de vocalen te horen van zangeres Julee Cruise, die als zangeres in de Roadhouse tevens een kleine rol heeft in de serie. De nummers van Cruise komen van het concept-album Floating into the Night dat de zangeres een jaar eerder samen met David Lynch en Angelo Badalamenti maakte. Het was Lynch die ervoor koos om de instrumentale versie van het nummer Falling tot thema van Twin Peaks te kiezen. In 2007 verscheen uiteindelijk, samen met de Gold Box DVD-Edition van de televisieserie, een album met de muziek van het tweede seizoen. De muziek van Badalamenti werd later door Moby gebruikt in het nummer Go.

## Rolverdeling
De rolverdeling van Twin Peaks bevatte voor een deel vergeten acteurs en actrices die al eerder hadden samengewerkt met regisseur David Lynch. Kyle MacLachlan had eerder hoofdrollen in Dune en Blue Velvet. Jack Nance had de hoofdrol in Eraserhead en speelde mee in Dune en Blue Velvet. Ook Everett McGill had een rol in Dune. David Lynch nam zelf de rol van de hardhorende FBI-chef Gordon Cole voor zijn rekening.
De keuze voor Richard Beymer en Russ Tamblyn was opmerkelijk. 29 jaar eerder hadden de twee de belangrijkste mannelijke rollen in de musicalklassieker West Side Story. Miguel Ferrer, Ray Wise en Dan O'Herlihy waren allen te zien in RoboCop. Warren Frost is de vader van medebedenker van de serie Mark Frost. De 89-jarige Hank Worden speelt een hoogbejaarde, seniele en ietwat mysterieuze kamerbediende.
Sheryl Lee was aanvankelijk ingehuurd om de dode Laura Palmer te spelen, maar kreeg later ook de rol toebedeeld van Laura's nichtje Maddy Ferguson en de in flashbacks nog levende Laura. Frank Silva was aanvankelijk een medewerker op de filmset van Twin Peaks. Nadat hij per ongeluk via een spiegel in beeld was gekomen, besloot Lynch de langharige en grijzige Silva als Bob in de serie op te voeren. Al Strobel heeft net als het karakter Phillip Michael Gerard dat hij speelt één arm.
| Personage                                    | Acteur               |
| -------------------------------------------- | -------------------- |
| Speciaal Agent Dale Cooper                   | Kyle MacLachlan      |
| Sheriff Harry S. Truman                      | Michael Ontkean      |
| Benjamin Horne                               | Richard Beymer       |
| Donna Hayward                                | Lara Flynn Boyle     |
| Audrey Horne                                 | Sherilyn Fenn        |
| Dr. Will Hayward                             | Warren Frost         |
| Deputy Tommy 'Hawk' Hill                     | Michael Horse        |
| Deputy Andy Brennan                          | Harry Goaz           |
| Shelly Johnson                               | Mädchen Amick        |
| Bobby Briggs                                 | Dana Ashbrook        |
| Norma Jennings                               | Peggy Lipton         |
| Pete Martell                                 | Jack Nance           |
| 'Big' Ed Hurley                              | Everett McGill       |
| James Hurley                                 | James Marshall       |
| Lucy Moran                                   | Kimmy Robertson      |
| Leo Johnson                                  | Eric DaRe            |
| Catherine Martell                            | Piper Laurie         |
| Nadine Hurley                                | Wendy Robie          |
| Leland Palmer                                | Ray Wise             |
| Jocelyn 'Josie' Packard                      | Joan Chen            |
| Laura Palmer                                 | Sheryl Lee           |
| Madeleine 'Maddy' Ferguson                   | Sheryl Lee           |
| Dr. Lawrence Jacoby                          | Russ Tamblyn         |
| Major Garland Briggs                         | Don S. Davis         |
| Sarah Palmer                                 | Grace Zabriskie      |
| Mike Nelson                                  | Gary Hershberger     |
| Hank Jennings                                | Chris Mulkey         |
| Bob                                          | Frank Silva          |
| Margaret Lanterman, 'De houtblok-vrouw'      | Catherine E. Coulson |
| Phillip Michael Gerard, 'De Man met Een Arm' | Al Strobel           |
| Windom Earle                                 | Kenneth Welsh        |
| Jerry Horne                                  | David Patrick Kelly  |
| FBI-agent Albert Rosenfield                  | Miguel Ferrer        |
| Regionaal hoofd van de FBI Gordon Cole       | David Lynch          |
| Annie Blackburn                              | Heather Graham       |
| 'De Reus'                                    | Carel Struycken      |
| 'De Man Van Een Andere Plaats'               | Michael J. Anderson  |
| De bejaarde en seniele kamerbediende         | Hank Worden          |
| DEA-agent Dennis/Denise                      | David Duchovny       |
| Herbergzangeres                              | Julee Cruise         |
| Heba                                         | Mary Stävin          |

## Dvd-uitgaves
- Twin Peaks - The Complete First Season (2002)
- Twin Peaks - The Complete Second Season (2007)
- Twin Peaks - Definitive Gold Box Edition (2007)
- Twin Peaks - The Entire Mystery (Blu-Ray) (2014)
- Twin Peaks - A Limited Event Series (Blu-Ray) (2018)

Het duurde tot in 2002 voor het eerste seizoen van Twin Peaks op dvd werd uitgebracht door Paramount. De dvd-set van het eerste seizoen bevatte alle afleveringen van het eerste seizoen en de oorspronkelijke proefaflevering. De proefaflevering was de reden waarom het zo lang wachten was op de dvd-uitgifte, omdat de rechten ervan in handen waren van een ander bedrijf. Van de proefaflevering werden twee versies gemaakt: de eerste aflevering van de televisieserie en een afgeronde televisiefilm, met een apart einde dat speciaal voor die versie werd gefilmd. De bedoeling van ABC was dat de proefaflevering met het speciale einde nog als een zelfstandige film kon worden uitgebracht in Europa, voor het geval dat de serie niet zou aanslaan bij het publiek.
De oplossing van de moord op Laura Palmer is heel anders in deze "Europese" televisiefilmversie dan in de serie.
Het eerste seizoen van Twin Peaks bevatte, naast de oorspronkelijke proefaflevering (zonder Europees einde) en de eerste zeven afleveringen, tal van commentaarsporen, interviews met de makers en de introducties van de Log Lady bij elke aflevering.
Het tweede seizoen van Twin Peaks verscheen in 2007 op dvd, en bevatte naast de afleveringen nog enkele korte featurettes en interviews. Hoewel op de verpakking stond aangegeven dat alle afleveringen de Log Lady-introducties bevatten, was dat maar bij de helft van de afleveringen het geval. Paramount liet later weten via een persbericht dat het ging om een drukfout op de verpakking.
Later in 2007 werd de volledige reeks door Paramount heruitgebracht in één box, de Definitive Gold Box Edition. Deze Gold Box Edition bevatte naast de proefaflevering en alle afleveringen van seizoen 1 en 2, ook de Europese televisiefilmversie van de proefaflevering, Log Lady-introducties bij alle afleveringen van seizoen 1 en 2, een twee uur durende making of-film over Twin Peaks, en diverse andere extra's. De extra's en commentaarsporen uit de oorspronkelijke aparte seizoensboxen van Twin Peaks, werden evenwel weggelaten in deze editie en de prequel-film Twin Peaks: Fire Walk with Me ontbreekt in deze set. De prequel is wel aanwezig op The Entire Mystery. Deze set bevat ook het volledige eerste en tweede seizoen, alsmede een twee versies van de pilot en de Missing Pieces; een 90 minuten durende montage van deleted scenes. Het derde seizoen is uitgebracht onder de naam 'A Limited Event Series'.

## Trivia

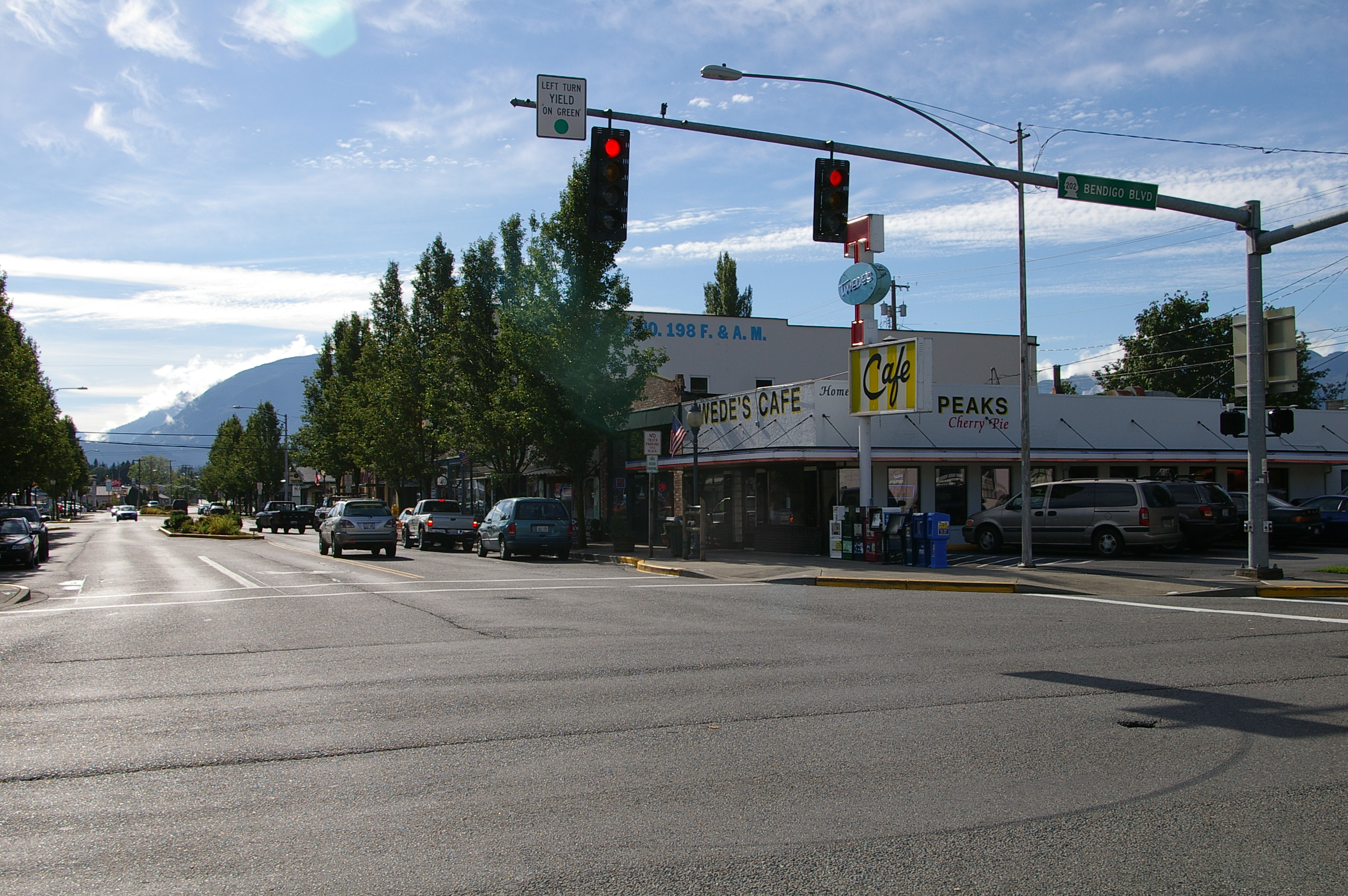
Dit café werd beroemd door de serie

- Twin Peaks bracht een hype teweeg in de Verenigde Staten, variërend van het eten van kersentaart tot het spreken van de 'Black Lodge'-taal. De Black Lodge-taal werd ook gesproken door The Man From Another Place in The Red Room. De 'taal' is eigenlijk een geluidseffect, want de woorden zijn gewoon Engels. De acteurs en actrices moesten hiervoor hun tekst achterstevoren inspreken, waarna de opnames weer achterstevoren afgespeeld werden. Hierdoor kloppen de Engelse zinnen gewoon, maar is de intonatie totaal anders dan normaal.
- Michael J. Anderson (The Man From Another Place) is slechts 1,09 meter lang, de Nederlander Carel Struycken (De Reus) is daarentegen 2,13 meter.
- In de serie The X-Files is een foto van Laura Palmer aanwezig in het kantoor van Fox Mulder (David Duchovny).
- Negen acteurs die in Twin Peaks speelden, kregen later een rol(letje) in The X-Files: David Duchovny, Claire Stansfield, Jan D’arcy, Michael Horse, Michael J. Anderson, Don S. Davis, Frances Bay en Richard Beymer.
- Het vijfde seizoen van de televisieserie Psych bevat een door Twin Peaks geïnspireerde aflevering, genaamd: Dual Spires.
- De band Bastille heeft een lied uitgebracht dat gebaseerd is op de serie, met de toepasselijke naam Laura Palmer.